# Karol Kozłowski (architekt)

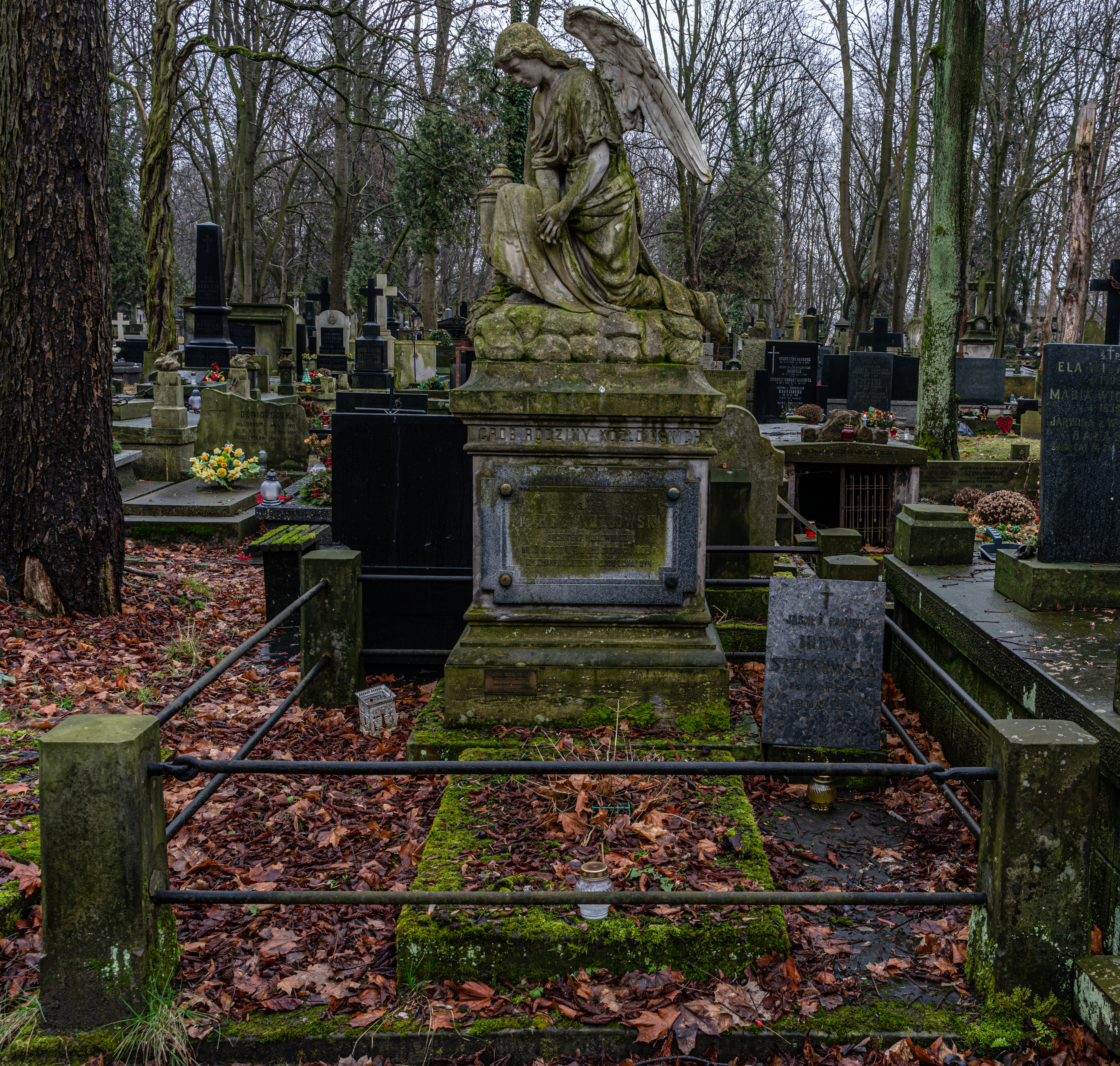
Grób Karola Kozłowskiego na cna cmentarzu Powązkowskim w Warszawie

Karol Kozłowski (ur. 10 marca 1847 w Warszawie lub Poznaniu, zm. 21 czerwca 1902 w Karlsbadzie) – polski architekt.

## Życiorys
Był synem Aleksandra i Karoliny z domu Szilling. W latach 1861–1866 był uczniem liceum w Douai we Francji. Po powrocie do Warszawy studiował architekturę m.in. pod kierunkiem Juliana Ankiewicza. Zdał egzamin budowniczego I klasy. 
Samodzielną praktykę architektoniczną ropoczął w latach 80. XIX wieku. Projektował głównie budynki użyteczności publicznej w stylu eklektycznym. Łączył w nich elementy renesansowe z barokową stylistyką. W latach 90. XIX wieku był członkiem Spółki Artystycznej Malarzy, Rzeźbiarzy i Budowniczych, znanej jako „Salon Artystyczny”. Uprawiał też malarstwo i muzykę. Skomponował marsza i mazura na orkiestrę oraz walca Filharmonia.
Został pochowany na cmentarzu Powązkowskim w  Warszawie (kwatera 73-4-19/20).

## Życie prywatne
Z małżeństwa z Cecylią z domu Czajkowską miał synów Zygmunta, Bolesława (zmarł jako dziecko w 1878) i Mieczysława.

## Wybrane projekty i realizacje
- zakład kąpielowy przy źródłach żelazistych w Nałęczowie (1870);
- muzeum pszczelarstwa i muzeum rybactwa w Warszawie (1880) – niezrealizowany;
- pałacyk dla H. Zabiełły w Łabunowie pod Kownem (1882);
- teatr w Ciechocinku (1884) – niezrealizowany;
- przebudowa pałacu Brühla w Warszawie na potrzeby centralnego urzędu telegraficznego Królestwa Polskiego (1885–1887);
- gmach Teatru przy ulicy Namiestnikowskiej w Lublinie (1886);
- kaplica grobowa Karola Scheiblera (1889) – niezrealizowany;
- teatr w Mińsku Litewskim (1890);
- kościół w Częstochowie (1892) – niezrealizowany;
- kościół parafialny Wniebowzięcia Najświętszej Marii Panny w Sosnowcu (1893) i jego plebanii (1901)[3];
- Kasa Oszczędnościowa we Lwowie (1894) – niezrealizowany;
- teatr Bristol w Warszawie (1899) – niezrealizowany;
- przebudowa kościoła na Jasnej Górze (1901) – niezrealizowany;
- dom przy ulicy Nowogrodzkiej 46 w Warszawie (1909)
- gmach Filharmonii Narodowej przy ulicy Jasnej w Warszawie (1909);
- budynek rotundy przy ulicy Oboźnej na Dynasach dla obrazu „Panorama Tatr” (1896);
- budynek rotundy przy ulicy Karowej 18 w Warszawie dla obrazu Jana Styki „Golgota” (1896);
- kamienic czynszowych m.in. przy ulicy Nowogrodzkiej 46 i Wilczej 22 w Warszawie;
- dwór w Burcu;
- kościół w Miastkowie;
- przebudowa kościoła parafialnego w Żelechowie.

## Upamiętnienie
W kruchcie bazyliki katedralnej Wniebowzięcia Najświętszej Maryi Panny w Sosnowcu ku czci Karola Kozłowskiego wmurowano ufundowane przez jego żonę i syna kamienne epitafium.